# Robert Costa
Robert Costa Ventura (Gerona, Cataluña, 6 de junio de 1994) es un futbolista español. Juega en la posición de defensa en la U. E. Olot de la Segunda Federación.

## Trayectoria
Llegó al club azulgrana en el año 2006 procedente del Girona F. C. para jugar en el Infantil B, ha participado en todas las categorías del fútbol base, destacándose como un central con una buena salida del balón y bueno en el juego aéreo. En 2013, tras una gran temporada en el Juvenil A, recibió la promoción incorporándose al F. C. Barcelona "B" de manera definitiva.
Llegó a jugar con el F. C. Barcelona "B" la cifra 13 partidos en Segunda División, con 20 años, una temporada después de ser cedido al Club de Fútbol Badalona para poder disputar más minutos. En la siguiente campaña, disputó 20 encuentros con el filial azulgrana en Segunda B y luego fichó por el R. C. Celta de Vigo "B", donde jugó tres temporadas. En verano de 2019 fichó por otro filial, el Atlético Levante U. D., que también militaba en Segunda B.
En septiembre de 2020 firmó por dos años con el Club Lleida Esportiu. Sin embargo, a principios de enero de 2021 se marchó al C. F. Lorca Deportiva. Allí estuvo hasta el término de la campaña, siguiendo entonces su carrera en la S. C. R. Peña Deportiva.
Estuvo un par de temporadas en el conjunto balear y en ambas disputaron la promoción de ascenso a Primera Federación. Compartieron grupo con la U. D. Alzira, equipo por el que fichó en julio de 2023. Allí permaneció una campaña, en la que marcó dos goles en los 31 partidos que jugó, y para el curso 2024-25 regresó a Cataluña después de fichar por la U. E. Olot.

## Estadísticas
| Club                             | Div.          | Temporada     | Liga  | Liga  | Copas nacionales | Copas nacionales | Copas internacionales | Copas internacionales | Total | Total |
| Club                             | Div.          | Temporada     | Part. | Goles | Part.            | Goles            | Part.                 | Goles                 | Part. | Goles |
| -------------------------------- | ------------- | ------------- | ----- | ----- | ---------------- | ---------------- | --------------------- | --------------------- | ----- | ----- |
| C. F. Badalona · España          | 2.ª B         | 2013-14       | 14    | 0     | —                | —                | —                     | —                     | 14    | 0     |
| C. F. Badalona · España          | Total club    | Total club    | 14    | 0     | —                | —                | —                     | —                     | 14    | 0     |
| F. C. Barcelona "B" · España     | 2.ª           | 2014-15       | 13    | 0     | —                | —                | —                     | —                     | 13    | 0     |
| F. C. Barcelona "B" · España     | 2.ª B         | 2015-16       | 20    | 0     | —                | —                | —                     | —                     | 20    | 0     |
| F. C. Barcelona "B" · España     | Total club    | Total club    | 33    | 0     | —                | —                | —                     | —                     | 33    | 0     |
| R. C. Celta de Vigo "B" · España | 2.ª B         | 2016-17       | 5     | 0     | —                | —                | —                     | —                     | 5     | 0     |
| R. C. Celta de Vigo "B" · España | 2.ª B         | 2017-18       | 30    | 0     | —                | —                | —                     | —                     | 30    | 0     |
| R. C. Celta de Vigo "B" · España | 2.ª B         | 2018-19       | 16    | 0     | —                | —                | —                     | —                     | 16    | 0     |
| R. C. Celta de Vigo "B" · España | Total club    | Total club    | 51    | 0     | —                | —                | —                     | —                     | 51    | 0     |
| Atlético Levante U. D. · España  | 2.ª B         | 2019-20       | 17    | 0     | —                | —                | —                     | —                     | 17    | 0     |
| Atlético Levante U. D. · España  | Total club    | Total club    | 17    | 0     | —                | —                | —                     | —                     | 17    | 0     |
| Club Lleida Esportiu · España    | 2.ª B         | 2020-21       | 0     | 0     | 0                | 0                | —                     | —                     | 0     | 0     |
| Club Lleida Esportiu · España    | Total club    | Total club    | 0     | 0     | 0                | 0                | —                     | —                     | 0     | 0     |
| C. F. Lorca Deportiva · España   | 2.ª B         | 2020-21       | 11    | 1     | —                | —                | —                     | —                     | 11    | 1     |
| C. F. Lorca Deportiva · España   | Total club    | Total club    | 11    | 1     | —                | —                | —                     | —                     | 11    | 1     |
| S. C. R. Peña Deportiva · España | 2.ª F         | 2021-22       | 29    | 0     | 2                | 0                | —                     | —                     | 31    | 0     |
| S. C. R. Peña Deportiva · España | 2.ª F         | 2022-23       | 27    | 0     | 0                | 0                | —                     | —                     | 27    | 0     |
| S. C. R. Peña Deportiva · España | Total club    | Total club    | 56    | 0     | 2                | 0                | —                     | —                     | 58    | 0     |
| U. D. Alzira · España            | 2.ª F         | 2023-24       | 31    | 2     | ―                | ―                | ―                     | ―                     | 31    | 2     |
| U. D. Alzira · España            | Total club    | Total club    | 31    | 2     | —                | —                | —                     | —                     | 31    | 2     |
| U. E. Olot · España              | 2.ª F         | 2024-25       | 21    | 0     | 2                | 0                | ―                     | ―                     | 23    | 0     |
| U. E. Olot · España              | Total club    | Total club    | 21    | 0     | 2                | 0                | —                     | —                     | 23    | 0     |
| Total carrera                    | Total carrera | Total carrera | 234   | 3     | 4                | 0                | 0                     | 0                     | 238   | 3     |

Fuente: BDFutbol

## Palmarés

### Campeonatos nacionales
| Título                              | Club                        | País   | Año  |
| ----------------------------------- | --------------------------- | ------ | ---- |
| Grupo III División de Honor Juvenil | F. C. Barcelona Juvenil "A" | España | 2013 |